# North of 36
North of 36 é um filme mudo de 1924, dos gêneros drama e faroeste, produzido por Famous Players-Lasky e distribuído pela Paramount Pictures. Foi baseado no romance homônimo do autor norte-americano Emerson Hough. O filme foi dirigido por Irvin Willat e estrelado por Jack Holt e Lois Wilson. Este filme foi preservado na Biblioteca do Congresso, na década de 1970 e foi restaurado por esse arquivo com uma nova exibição que aconteceu no verão de 2011, em Nova Iorque.

## Elenco
- Jack Holt - Don McMasters
- Ernest Torrence - Jim Nabours
- Lois Wilson - Taisie Lockheart
- Noah Beery - Slim Rudabaugh
- David Dunbar - Dell Williams
- Stephen Carr - Cinquo Centavos
- Guy Oliver - Major McCoyne
- William Carroll - Sanchez
- Clarence Geldart - Coronel Griswold
- George Irving - Pattison
- Ella Miller - Milly